# El Hacho

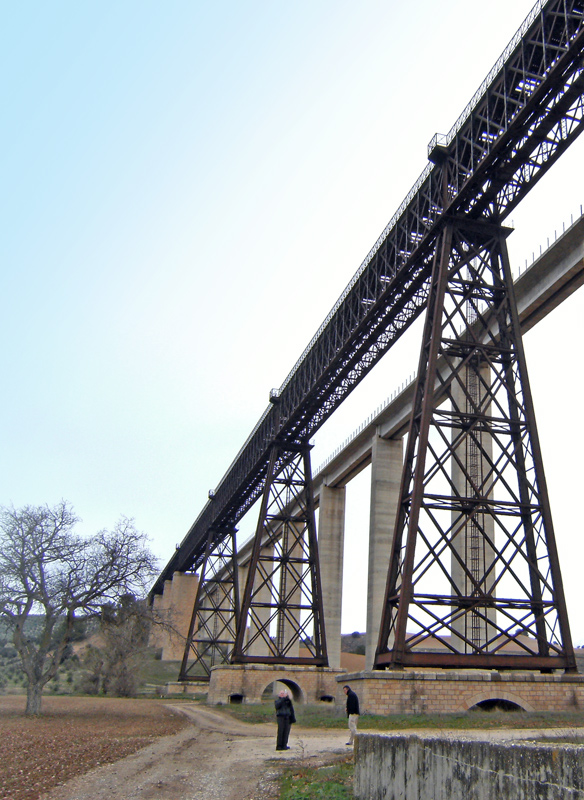
El Puente del Hacho, en el término municipal de Guadahortuna pero junto a la pedanía alamedillera del mismo nombre.

El Hacho es una pedanía española formada por diversos diseminados y perteneciente al municipio de Alamedilla, en la provincia de Granada. Está situada en la parte septentrional de la comarca de Los Montes. A tan sólo 200 metros del límite con la provincia de Jaén, cerca de esta pedanía se encuentran los núcleos de Alamedilla capital, Los Oqueales y Guadahortuna.
Junto a esta entidad, pero ya en el término municipal de Guadahortuna, se encuentra el popular Puente del Hacho (1893-1895), el más largo de cuantos constituyen la red ferroviaria española. Cabe destacar que la obra fue diseñada por la escuela del francés Gustave Eiffel, ingeniero de la Torre Eiffel.

## Demografía
Según el Instituto Nacional de Estadística de España, en el año 2019 El Hacho contaba con 9 habitantes censados, lo que representa el 1,57% de la población total del municipio.

### Evolución de la población
| Gráfica de evolución demográfica de El Hacho entre 2009 y 2019 |
|                                                                |
| Datos según el nomenclátor publicado por el INE.               |

## Comunicaciones

### Carreteras
Existen diversas carreteras locales que unen El Hacho con varios diseminados cercanos, si bien la única vía de comunicación de importancia que transcurre por la pedanía es:
| Identificador | Denominación                      | Itinerario                     |
| ------------- | --------------------------------- | ------------------------------ |
| GR-5100       | De Montejícar a Dehesas de Guadix | Montejícar - Dehesas de Guadix |

Algunas distancias entre El Hacho y otras ciudades:
| Ciudades   | Distancia (km) |
| ---------- | -------------- |
| Alamedilla | 5              |
| Guadix     | 46             |
| Jaén       | 68             |
| Granada    | 72             |
| Almería    | 148            |